# Vladimir Muzha
Vladimir Muzha (ur. 1952 w Korczy) – albański aktor.

## Życiorys
Ukończył studia na wydziale aktorskim Instytutu Sztuk w Tiranie. Pracował w Teatrze Ludowym (alb. Teatri Popullor), a także w Teatrze Bylis w Fierze. Na dużym ekranie zadebiutował w 1973 niewielką rolą w filmie Yjet e netëve të gjata. Zagrał 8 ról w albańskich filmach fabularnych.

## Role filmowe
- 1973: Yjet e netëve të gjata jako oficer włoski
- 1979: Balonat jako włoski kapitan
- 1981: Agimet e stinës së madhe jako Dushan Leta
- 1983: Fundi i nje gjakmarrjeje jako technik
- 1986: Fjale pa fund jako Bardhyl
- 1987: Nje vit i gjate jako wiceminister
- 1989: Pas takimit të fundit
- 1990: Flete te bardha jako krytyk